# أنورادها
أنورادها (بالهندية: अनुराधा؛ بالإنجليزية: Anuradha) هي ممثلة هندية، ولدت في 1960 في تاميل نادو في الهند.

## وصلات خارجية
- أنورادها على موقع IMDb (الإنجليزية)